# Spansk Wikipedia
Spansk Wikipedia (spansk: Wikipedia en español,  dansk: den spansksprogede Wikipedia) er den spansksprogede  version af det verdensomspændende encyklopædi-projekt Wikipedia. Den spansksprogede Wikipedia laceredes 11. maj 2001 og havde over 635.000 artikler i august 2010. I november 2016 er den spansksprogede wikipedia den niendestørste udgave af Wikipedia.
Pr. fredag den 6. juni 2025 har den spansksprogede Wikipedia 2.038.920 artikler, 13.502 aktive bidragydere og 53 administratorer.